# 1113
Cette page concerne l'année 1113  du calendrier julien.
L'année 1113 est une année commune qui commence un mercredi.

## Événements

### Asie
- Début du règne de Suryavarman II, roi khmer du Cambodge (fin en 1152). L’empire d’Angkor atteint son apogée sous son règne[1]. Il voisine la Birmanie, le Đai Viêt et le Champâ.
- En Birmanie, le prince Rajakumar dédicace à son père Kyanzittha, mourant, l’inscription de Myazedi, premier témoignage épigraphique de l’alphabet birman. Alaungsithu, fils de Yamazukar, succède à son grand-père sur le trône du Royaume de Pagan[2].

### Proche-Orient
- 15 février, Bénévent : le pape érige en ordre indépendant l’hôpital Saint-Jean de Jérusalem (hospitaliers) fondé par Tenque[3].
- 28 juin : victoire de l’atabek de Mossoul Maudoud à la bataille de Sinn al-Nabra sur Baudouin Ier de Jérusalem[4]. La campagne de Mossoul contre le royaume de Jérusalem échoue cependant devant les secours portés à Baudouin Ier de Jérusalem par Tancrède et Bertrand de Tripoli. Les princes syriens redoutent que la guerre contre les Francs soit le prétexte à leur mise au pas par le sultan. Maudoud se rend à Damas le 30 août[5].
- 2 octobre : Maudoud est assassiné à Damas, peut-être à l’instigation de l’atabek Tughtekin à l’issue de sa quatrième campagne[5]. Aq Sonqor Bursuqî devient atabek de Mossoul.
- 10 décembre : mort de Ridwan. Début du règne de Alp Arslan (le bègue ou le muet), émir saljûqide d’Alep (fin en 1114)[6]. Les partisans de la secte des Assassins sont assassinés à Alep à la mort de Ridwan à l’instigation du qadi Ibn al-Khashshâb. Après le massacre de ses partisans, la secte des Assassins change de tactique. Elle envoie en Syrie un propagandiste perse, Bahrâm d’Asterabad, qui suspend provisoirement toute action spectaculaire et organise un travail minutieux d’infiltration[7].

### Europe
- 13 janvier : Douce fait la donation de tous ses biens à son époux, Raimond Béranger Ier, comte de Barcelone, qui devient comte de Provence. La Catalogne est réunie à la Provence (fin en 1245)[8].

- Fin mars : traité de Gisors (de) (Vexin) entre la France et l’Angleterre[9]. Louis VI reconnait la suzeraineté de la Normandie sur le Maine et la Bretagne.

- 16 avril : mort de Sviatopolk II, grand prince de Kiev. Une révolte populaire éclate à Kiev contre sa politique fiscale. Vladimir II Monomaque (1053-1125) est fait grand-prince de Kiev par le peuple et prend des mesures législatives pour organiser la levée des impôts[10].

- Juin : forte sècheresse en France ; les moissons et les bois s’enflamment, dit-on, spontanément[11].

- 7 septembre : traité de Sant Feliu de Guíxols entre Pise et Raimond-Bérenger III de Barcelone en vue de la conquête des Baléares sur les musulmans[12].

- Guillaume IX d'Aquitaine occupe une nouvelle fois le comté de Toulouse au nom de sa femme Philippa ; après son départ pour l'Espagne en 1119, les habitants de Toulouse se révoltent, emprisonnent le gouverneur Guillaume de Montmaur et rappellent Alfonse Jourdain[13].
- Fondation de la collégiale Saint-Nicolas à Novgorod par le prince Mstislav[14].

- Charte communale d’Amiens, renouvelée en 1117 par Adélaïde de Vermandois[15].

- Fondation de la première abbaye fille de Cîteaux : La Ferté[16].
- Le roi Louis le Gros délivre une charte qui dote richement l'abbaye Saint-Victor de Paris fondée en 1108 sur un ancien ermitage par Guillaume de Champeaux ; Guillaume de Champeaux est nommé évêque de Châlons et Gilduin le remplace à la tête de l'abbaye[17].
- Abélard prend la direction de l’école cathédrale du cloître Notre-Dame à Paris[18].